# Eutrixopsis petiolata
Eutrixopsis petiolata là một loài ruồi trong họ Tachinidae.